# なつかしのみんなのうた
なつかしのみんなのうたとは、NHKの音楽番組、みんなのうたの放送枠の1つ。

## 2003年度

### 概要
- テレビ放送50周年を記念して放送。総合テレビで日曜日22:55 - 23:00に放送。
- 2003年6月からはじまり、2004年3月で終了。ラジオ放送枠の一部を使用し、放送。
- 2003年12月には、放送予定の『コックのポルカ』『かあさんのうた』が、テレビでは2ヶ月に1回しか放送されないというトラブルも発生した。

### 放送された曲
| 放送月      | 放送楽曲                     | 歌った歌手・グループ        |
| ----------- | ---------------------------- | --------------------------- |
| 6月 - 7月   | 誰も知らない                 | 楠トシエ                    |
| 6月 - 7月   | あわて床屋                   | ボニージャックス            |
| 8月 - 9月   | 雨の遊園地                   | 中尾ミエ                    |
| 8月 - 9月   | 夏の山                       | 東京放送児童合唱団          |
| 10月 - 11月 | はさみとぎ                   | 友竹正則&杉並児童合唱団     |
| 10月 - 11月 | ママごめんなさい             | 中尾ミエ                    |
| 12月 - 1月  | コックのポルカ               | 天地総子&東京放送児童合唱団 |
| 12月 - 1月  | かあさんのうた               | ペギー葉山                  |
| 2月 - 3月   | 牧場の小道（ストドラパンパ） | 東京少年合唱隊              |
| 2月 - 3月   | ねこふんじゃった             | 天地総子                    |

## 2006年度

### 概要
- みんなのうた45周年を記念して衛星第2テレビ（現在のBSプレミアム）で放送。
- 8月 - 9月は火 - 木曜日10:45 - /10:50 - （連続放送）に放送され、毎回別の曲を放送。楽曲は、1961年 1970年代前半の楽曲より選曲。
- 10月以降は、日曜日10:55 - と、12月はほかの枠でも放送中（再放送）。1回に1本のみの放送。
- 2007年の正月三が日には、5:00 - 5:50に10本ずつ集中して放送された。

### 放送された曲
再放送で開始時刻の記述が無いものは、日曜10:55 - 11:00の枠で放送。
| 本放送日 | 第1再放送        | 2007正月 集中編成 | 放送楽曲                               | 歌った歌手・グループ                       |
| -------- | ---------------- | ----------------- | -------------------------------------- | ------------------------------------------ |
| 8月6日   | 10月1日          | 1月1日 5:00 -     | おお牧場はみどり                       | 東京少年合唱隊                             |
| 8月6日   | 10月1日          | 1月1日 5:00 -     | 誰も知らない                           | 楠トシエ                                   |
| 8月6日   | 10月8日          | 1月1日 5:05 -     | あわて床屋                             | ボニージャックス                           |
| 8月6日   | 10月8日          | 1月1日 5:05 -     | プンプンポルカ                         | 芦野宏                                     |
| 8月8日   | 10月15日         | 1月1日 5:10 -     | 森へ行きましょう                       | 東京少年少女合唱隊                         |
| 8月8日   | 10月15日         | 1月1日 5:10 -     | かあさんのうた                         | ペギー葉山                                 |
| 8月8日   | 10月22日         | 1月1日 5:15 -     | トロイカ                               | 東京少年少女合唱隊                         |
| 8月8日   | 10月22日         | 1月1日 5:15 -     | 牧場の小道～ストドラパンパ～           | 東京少年合唱隊                             |
| 8月15日  | 10月29日         | 1月1日 5:20 -     | わらいかわせみに話すなよ               | 楠トシエ                                   |
| 8月15日  | 10月29日         | 1月1日 5:20 -     | 雪とこども                             | 伊藤京子&東京少年少女合唱隊                |
| 8月15日  | 11月5日          | 1月1日 5:25 -     | 山こそわが家                           | 東京混声合唱団                             |
| 8月15日  | 11月5日          | 1月1日 5:25 -     | 調子をそろえてクリッククリッククリック | ペギー葉山&西六郷少年少女合唱団            |
| 8月16日  | 11月12日         | 1月1日 5:30 -     | クラリネットこわしちゃった             | ダークダックス                             |
| 8月16日  | 11月12日         | 1月1日 5:30 -     | 夏の山                                 | 東京放送児童合唱団                         |
| 8月16日  | 11月19日         | 1月1日 5:35 -     | 春が呼んでるよ                         | 友竹正則&東京放送児童合唱団&東京混声合唱団 |
| 8月16日  | 11月19日         | 1月1日 5:35 -     | オカリナの丘                           | 中尾ミエ                                   |
| 8月17日  | 12月10日         | 1月1日 5:40 -     | おおブレネリ                           | 東京放送児童合唱団                         |
| 8月17日  | 12月10日         | 1月1日 5:40 -     | こねこの病気                           | ボーチェ・アンジェリカ                     |
| 8月17日  | 12月5日 18:45 -  | 1月1日 5:45 -     | はるかな友に                           | ボニージャックス                           |
| 8月17日  | 12月5日 18:45 -  | 1月1日 5:45 -     | ママごめんなさい                       | 中尾ミエ                                   |
| 8月22日  | 12月6日 18:45 -  | 1月2日 5:00 -     | 五匹のこぶたとチャールストン           | 東京放送児童合唱団                         |
| 8月22日  | 12月6日 18:45 -  | 1月2日 5:00 -     | 陽気にうたえば                         | ボニージャックス                           |
| 8月22日  | 12月7日 18:45 -  | 1月2日 5:05 -     | はさみとぎ                             | 友竹正則&杉並児童合唱団                    |
| 8月22日  | 12月7日 18:45 -  | 1月2日 5:05 -     | A・A・B・C～ア・ア・ビ・チ～           | 弘田三枝子                                 |
| 8月23日  | 12月11日 18:45 - | 1月2日 5:10 -     | たのしいね                             | ボーチェ・アンジェリカ&杉並児童合唱団      |
| 8月23日  | 12月11日 18:45 - | 1月2日 5:10 -     | ねこふんじゃった                       | 天地総子&東京放送児童合唱団                |
| 8月23日  | 12月12日 18:45 - | 1月2日 5:15 -     | ドナドナ                               | 岸洋子                                     |
| 8月23日  | 12月12日 18:45 - | 1月2日 5:15 -     | ちびっこカウボーイ                     | 弘田三枝子&ひばり児童合唱団                |
| 8月24日  | 12月13日 18:45 - | 1月2日 5:20 -     | おしゃべりあひる                       | ひばり児童合唱団&東京マイスタージンガー    |
| 8月24日  | 12月13日 18:45 - | 1月2日 5:20 -     | チムチムチェリー                       | 友竹正則                                   |
| 8月24日  | 12月14日 18:45 - | 1月2日 5:25 -     | ほたるこい                             | 東京放送児童合唱団                         |
| 8月24日  | 12月14日 18:45 - | 1月2日 5:25 -     | カラスと柿の種                         | マイク真木&西六郷少年少女合唱団            |
| 8月29日  | 12月20日 18:45 - | 1月2日 5:30 -     | ゆりかごのうた                         | ボニージャックス                           |
| 8月29日  | 12月20日 18:45 - | 1月2日 5:30 -     | 四人目の王さま                         | 坂本九                                     |
| 8月29日  | 12月21日 18:45 - | 1月2日 5:35 -     | 怪獣がやってくる                       | 弘田三枝子&みすず児童合唱団                |
| 8月29日  | 12月21日 18:45 - | 1月2日 5:35 -     | お山の大将                             | 立川澄人&ひばりヶ丘少年少女合唱団          |
| 8月30日  | 12月23日 18:50 - | 1月2日 5:40 -     | 森の教会                               | 西六郷少年少女合唱団                       |
| 8月30日  | 12月23日 18:50 - | 1月2日 5:40 -     | もえあがれ雪たち                       | 中山千夏&常盤台小学校児童合唱団            |
| 8月30日  | 12月24日 18:45 - | 1月2日 5:45 -     | バケツの穴                             | 熊倉一雄&東京放送児童合唱団                |
| 8月30日  | 12月24日 18:45 - | 1月2日 5:45 -     | おかあさんの顔                         | ボニージャックス                           |
| 8月31日  | 12月25日 18:45 - | 1月3日 5:00 -     | アマリリス                             | 弘田三枝子&シンギング・エンジェルス        |
| 8月31日  | 12月25日 18:45 - | 1月3日 5:00 -     | 長崎めがね橋                           | 倍賞千恵子&ひばりヶ丘少年少女合唱団        |
| 8月31日  | 12月26日 18:45 - | 1月3日 5:05 -     | 44ひきのねこ                           | 東京放送児童合唱団                         |
| 8月31日  | 12月26日 18:45 - | 1月3日 5:05 -     | パンのマーチ                           | ペギー葉山&東京少年少女合唱隊              |
| 9月5日   | 12月27日 18:45 - | 1月3日 5:10 -     | 山のスケッチ                           | 杉並児童合唱団                             |
| 9月5日   | 12月27日 18:45 - | 1月3日 5:10 -     | あしたに賭ける数え歌                   | 坂本九                                     |
| 9月5日   | 12月28日 18:45 - | 1月3日 5:15 -     | 雪はのんのん〜熊っこたちの子守歌〜     | ボニージャックス&東京荒川少年少女合唱隊    |
| 9月5日   | 12月28日 18:45 - | 1月3日 5:15 -     | フニクリ・フニクラ                     | ひばりヶ丘少年少女合唱団                   |
| 9月7日   | -                | 1月3日 5:20 -     | 小さな木の実                           | 大庭照子                                   |
| 9月7日   | -                | 1月3日 5:20 -     | さびしいカシの木                       | ボニージャックス                           |
| 9月7日   | -                | 1月3日 5:25 -     | 草競馬                                 | 東京荒川少年少女合唱隊                     |
| 9月7日   | -                | 1月3日 5:25 -     | わが名はカウボーイ                     | 石井祥子&ひばり児童合唱団                  |
| 9月12日  | -                | 1月3日 5:30 -     | 詩人が死んだとき                       | 大庭照子&東京荒川少年少女合唱隊            |
| 9月12日  | -                | 1月3日 5:30 -     | 月の光                                 | 芹洋子                                     |
| 9月12日  | -                | 1月3日 5:35 -     | ゴールのサンバ                         | ヤング101                                  |
| 9月12日  | -                | 1月3日 5:35 -     | 今でも船長と呼ばれている船長の夜       | 菅原洋一                                   |
| 9月13日  | -                | 1月3日 5:40 -     | アビニョンの橋で                       | 東京放送児童合唱団                         |
| 9月13日  | -                | 1月3日 5:40 -     | それ行け3組                            | 西六郷少年少女合唱団                       |
| 9月13日  | -                | 1月3日 5:45 -     | ドンペペの歌                           | 水森亜土&シャデラックス                    |
| 9月13日  | -                | 1月3日 5:45 -     | 地球の子ども                           | 東京放送児童合唱団                         |